# بيت الحداد (الحيمة الداخلية)

تعديل مصدري - تعديل

بيت الحداد هي إحدى قرى عزلة الأحبوب بمديرية الحيمة الداخلية التابعة لمحافظة صنعاء، بلغ تعداد سكانها 446 نسمة حسب تعداد اليمن لعام 2004.